# Ланнуа (род)
Де Ланнуа (фр. Maison de Lannoy) — бельгийский дворянский род, который ведет своё название от французского города Ланнуа (сейчас — коммуна Ланнуа, округ Лилль, департамент Нор, регион О-де-Франс, Северная Франция).

## История
Самым ранним известным членом дома Ланнуа был Гиллион де Л’Анноит, который жил в XIII веке. Многие из его потомков были членами Ордена Золотого Руна. Они сыграли заметную роль во Фландрии во время Средневековья. Дом Ланнуа разделился на разные семейные линии, представители которых оставили заметный след в истории Европы. Это ветви сеньоров де Молембе, сеньоров Леувергема и Ла-Моттери, графов де Борепер, сеньоров де Клерво, князей ди Сульмона.

## Заметные члены дома

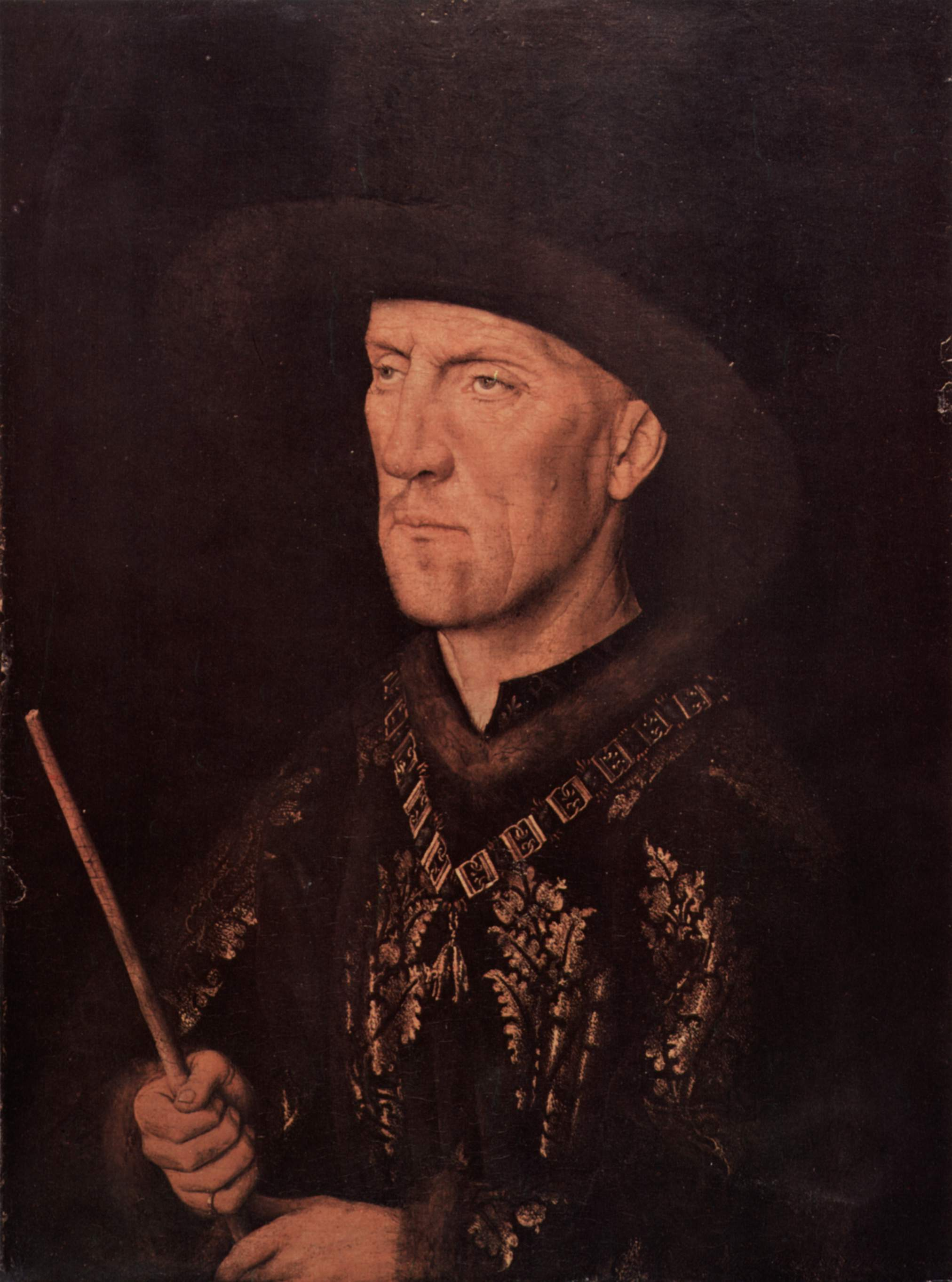
Бодуэн, сеньор де Молембе

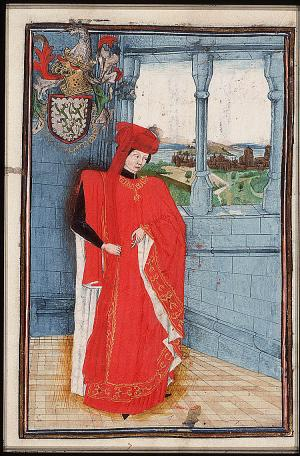
Юг де Ланнуа, сеньор де Сант

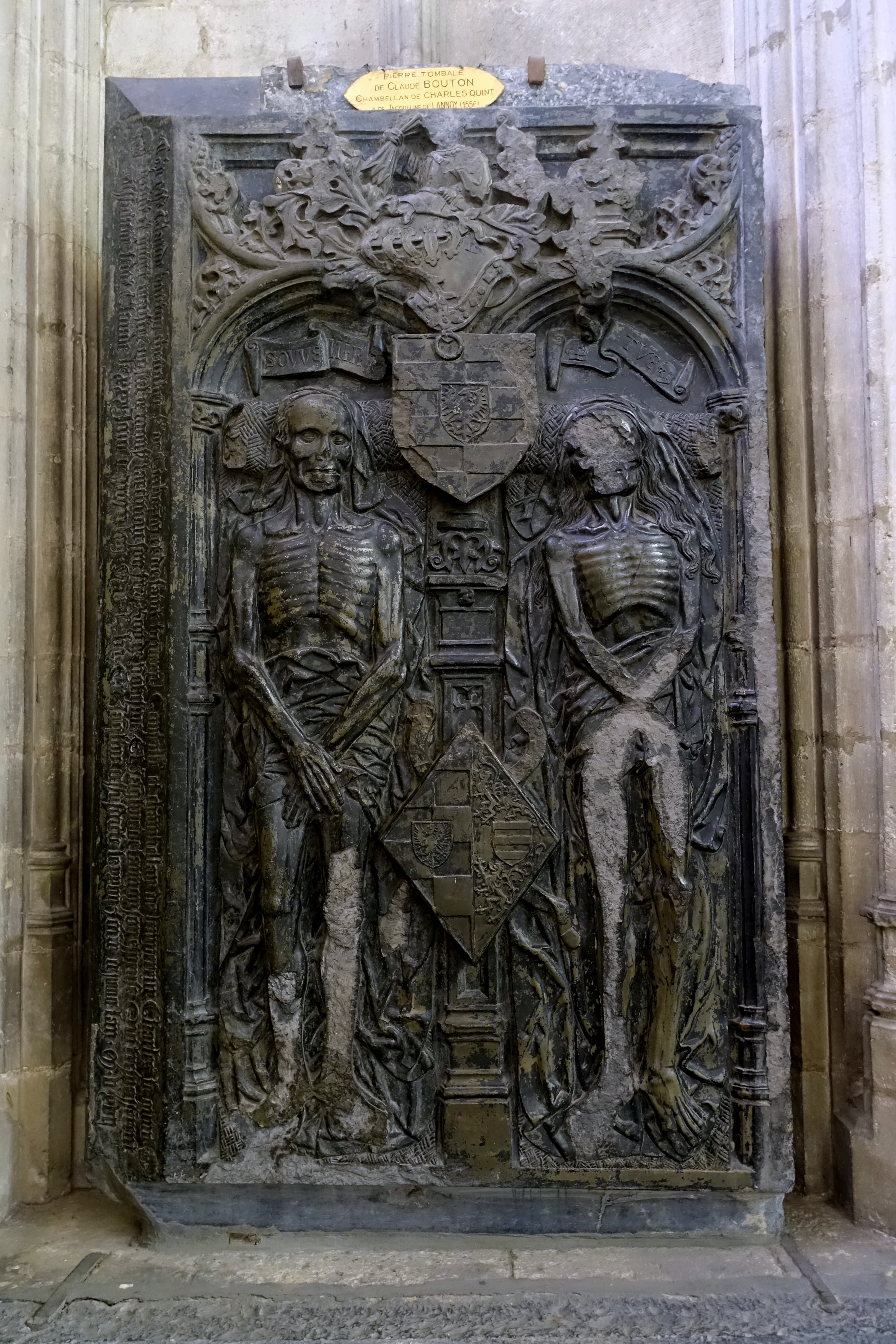
Могила Жаклин де Ланнуа и её мужа Клода Бутона, сеньора Корберона

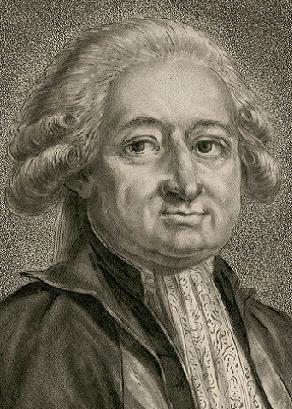
Шарль Франсуа де Ланнуа

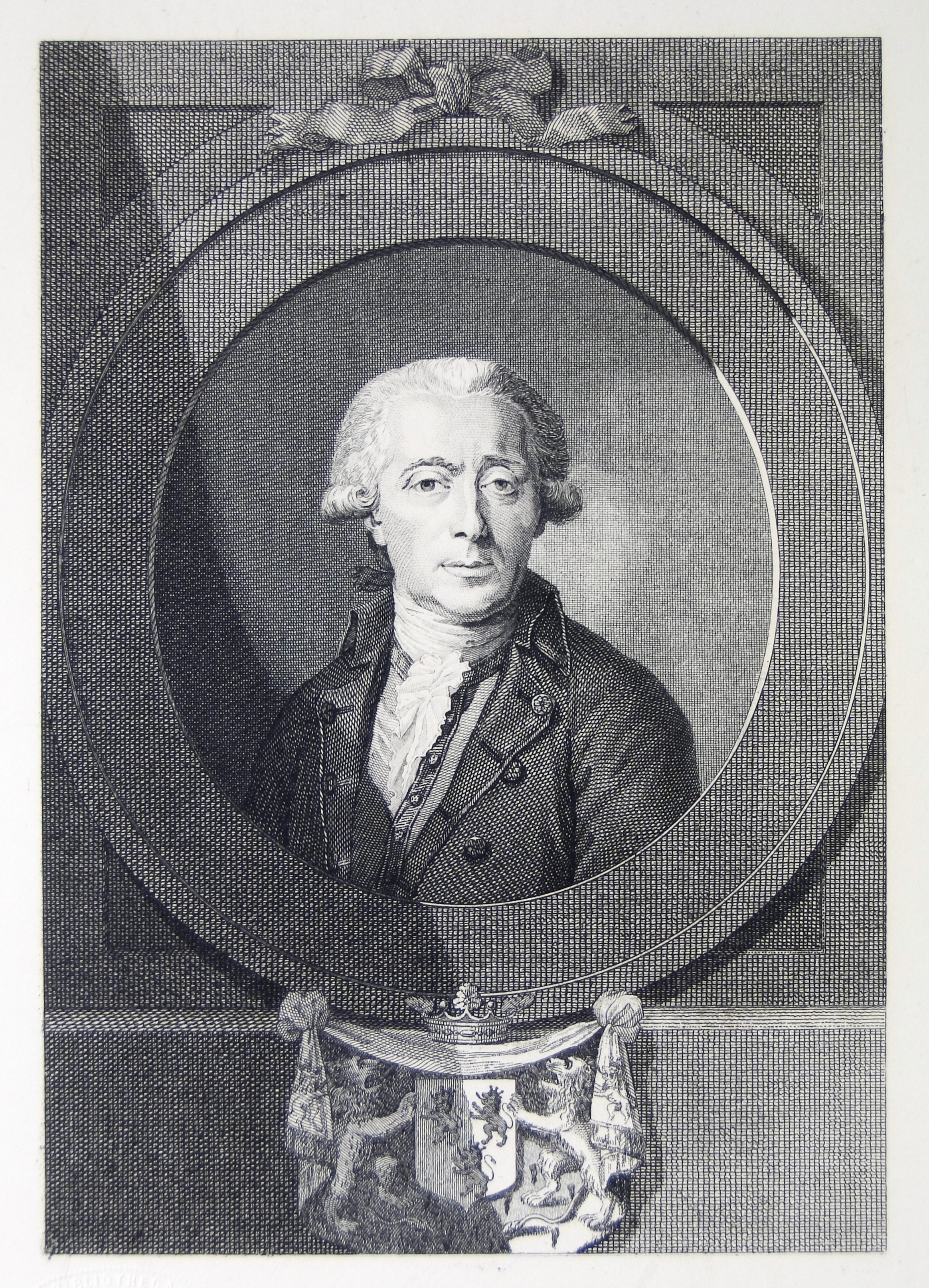
Кретьен де Ланнуа, 5-й граф де Ла-Моттери, императорский камергер

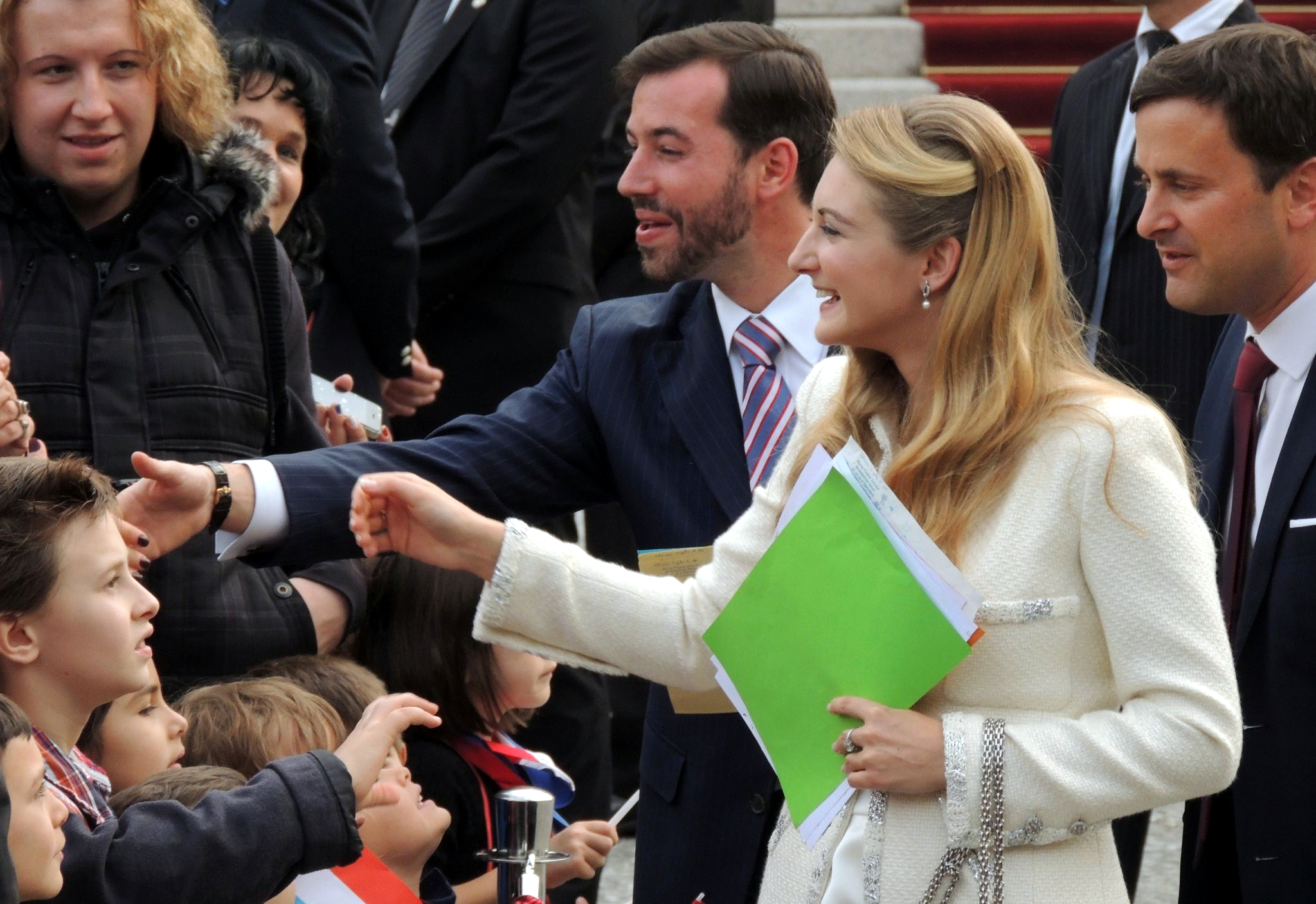
Стефания де Ланнуа

### Сеньоры де Молембе
Жильбер I де Ланнуа, сеньор де Сант;
Был женат на Екатерине де Сент-Обен, даме де Молембе:
1. 1. Жильбер II де Ланнуа (1386—1462), фламандский путешественник и дипломат
    1.  Филипп де Ланнуа, сеньор де Виллерваль, Сант, Троншьен и Вааньи 
жена — Маргерит Антуанетта де Шатийон, дама де Дампьер, Сомпюи и Ролланкур
      1.  Филипп де Ланнуа (1467—1535), виконт де Себур — государственный деятель Габсбургских Нидерландов.

  2. Юг де Ланнуа (1384—1456), фламандский путешественник и дипломат
  3. Бодуэн I де Ланнуа, сеньор де Молембе (1388—1474), фламандский дипломат и военачальник
    1. Бодуэн II де Ланнуа, сеньор де Молембе: кавалер Ордена Золотого Руна;
был женат на Мишель д’Эн де Коруа.
      1. Филипп I де Ланнуа, сеньор де Молембе; Великий охотник Брабанта
Был женат первым браком на Мадлен Бургундской.
        1. Жан де Ланнуа, сеньор де Молембе: кавалер Ордена Золотого Руна;
Был женат на Жанне де Линь.
          1. Мария де Ланнуа;
Супруг — Жан де Глим (1528—1567), маркиз де Берг

        2. Бодуэн III де Ланнуа, сеньор де Туркуэн; кавалер Ордена Золотого Руна.
        3. Филипп II, сеньор де Бовуар;
был женат на Жанне де Блуа.

      2. Франсуаза де Ланнуа; муж — Антуан де Монморанси
      3. Мадлен де Ланнуа; жена Жана де Руазена, сеньора де Роньи и Корд (1490—1571)
      4. Жаклин де Ланнуа;
муж — Клод Бутон, сеньор де Корберон.

  4. Жан I де Ланнуа, сеньор де Ла-Моттери;
Женат на Марии де Кордес
    1. Жан II де Ланнуа, сеньор де Ла-Моттери

### Сеньоры де Леувергем и Ла-Моттери
Жак де Ланнуа, сеньор де Ла-Моттери, умер в 1587 году:
Был женат на Сюзанне де Нуаэль.
1. 1. Адриан де Ланнуа, сеньор де Васм: Основатель линии Ланнуа из Васма.
  2. Клод де Ланнуа, 1-й граф де Ла-Моттери (1578—1643), кавалер Ордена Золотого Руна;
был женат на Клодин д’Эльц, даме де Клерво.
    1. Филипп де Ланнуа, 2-й граф де Ла-Моттери;
был женат на Луизе-Мишель д’Оньес.
      1. Игнац-Филипп де Ланнуа, 3-й граф де Борепер; см. ниже.
      2. Франсуа-Гиацинт де Ланнуа, 4-й граф де Ла-Моттери;
женат на Анна-Франсуазе де Гавр.
        1. Мария-Тереза де Ланнуа, дама Благороднейшего ордена Звёздного креста;
муж — Йозеф Лотарь Доминик, граф фон Кёнигсегг-Ротенфельс.
        2. Эжен-Гиацинт де Ланнуа, 5-й граф де Ла-Моттери (1684—1755); великий маршал императорского двора; кавалер Ордена Золотого Руна и государственный советник.
          1. Кретьен де Ланнуа, 6-й граф де Ла-Моттери (1731—1822); императорский камергер. Он скончался, не оставив наследников мужского пола, и был последним графом де Ла-Моттери.[2]

    2. Альберт-Эжен де Ланнуа, 1-й барон де Клерво; родоначальник линии де Ланнуа-Клерво.

  3. Валентин де Ланнуа, умер в 1640 году: Губернатор Хульста.
женился в 1622 года на изабелле де Ла Лоо, сеньоре де Леувергем
    1. Эжен де Ланнуа, сеньор де Леувергем.
    2. Шарль де Ланнуа, сеньор де Леувергем.
    3. Альберт де Ланнуа, сеньор де Леувергем, умер в 1688 году:
женат на Адриенне-Марии ванден Экхоутт.
      1. Адриенна-Флоренс де Ланнуа:
 муж — Шарль де Бойшот, 3-й барон де Завентем.

    4. Хелен де Ланнуа, канонесса в Нивеле.
    5. Анна-Маргарита де Ланнуа:
Муж — Франсуа де Бойшот, 2-й барон де Завентем, сын Фердинанда де Бойшота
    6. Жан-Луи де Ланнуа, сеньор де Леувергем.

### Графы де Борепер

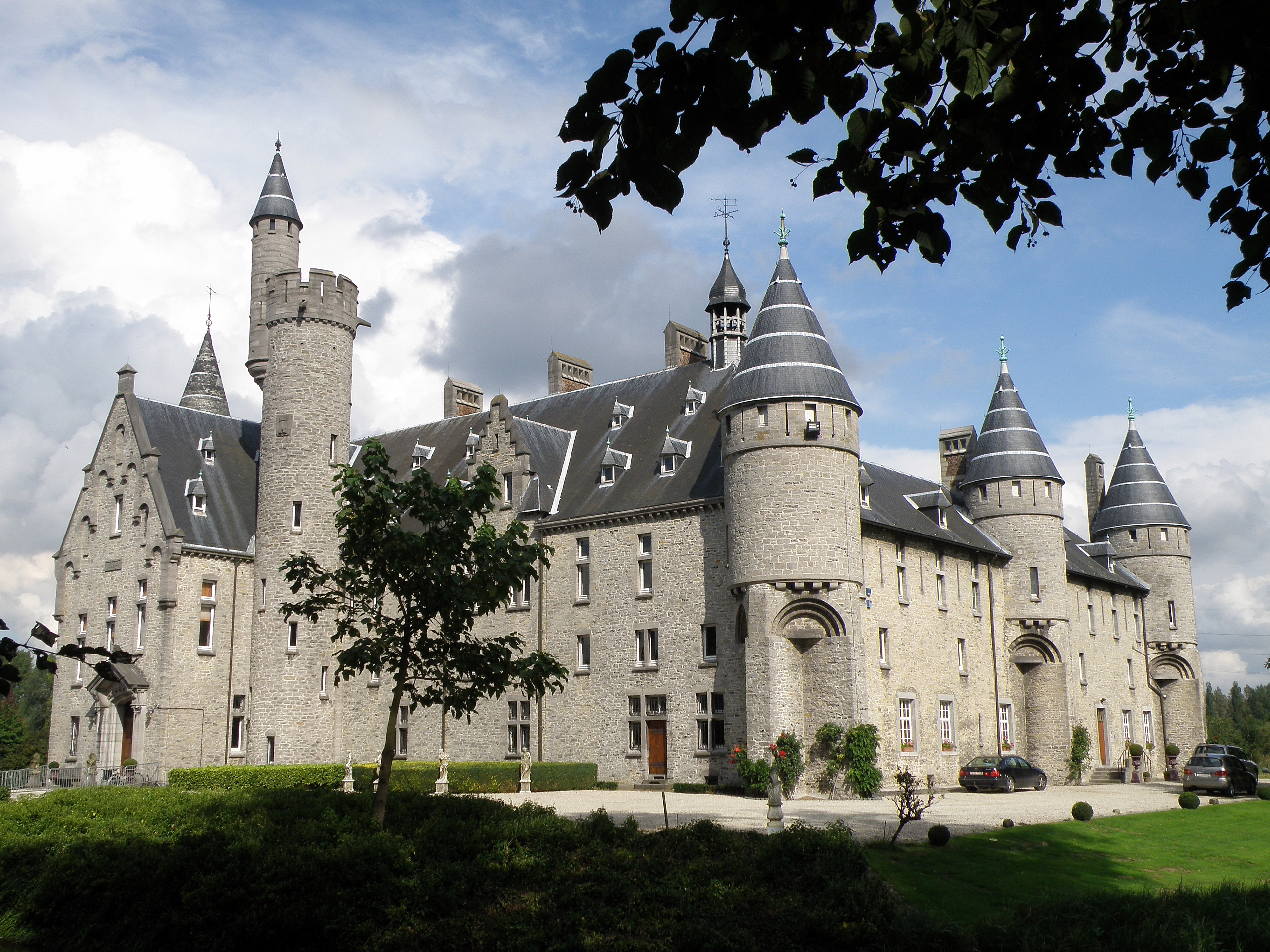
Замок Борнем в течение короткого времени принадлежал графам де Ланнуа-Борепер

Игнас I Филиппе де Ланнуа, 3-й граф де Борепер, (1650—1715):
женат на Марии-Франсуазе де Колома, сеньоре де Борнем
1. 1. Франсу-Жозеф-Луи де Ланнуа, 4-й граф де Борепер;
Женат на Маргарите Мадлен де Клермон-Тоннер.
  2. Шарль-Франсуа-Ингас де Ланнуа, 5-й граф де Борепер, (1686—1752): Кавалер Ордена Святого Лазаря в 1717 году;
Женат на Аликс-Барбе де Сен-Вааст.
    1. Игнас II Годефрои де Ланнуа, 6-й граф де Борепер, (1723—1794):
Кавалер Ордена Святого Людовика.[3]

  3. Клод-Франсуа де Ланнуа
  4. Адриен-Франсуа-Жозеф де Ланнуа, Кавалер Ордена Святого Лазаря.
  5. Альдегонда Элеонора де Ланнуа; дама де Борнем:
замужем за Бодри Адельбертом, графом де Марникс, бароном де Ролленкуром; наследником замка Борнем.
    1. Клод-Франсуа де Марникс, барон де Ролленкур.

### Сеньоры де Клерво
Альберт-Эжен де Ланнуа (1622—1697), 1-й барон де Клерво;
женат на Анне Маргарите де Рид.
1. 1. Адриан I Жерар де Ланнуа, 2-й барон де Клерво
  2. Франсуа-Фердинанд, граф де Ланнуа
    1. Адриан II Дамиан-Жерар-Эрнст де Ланнуа (1699—1743), 1-й граф де Клерво; граф Священной Римской империи.
      1. Адриан III Жан-Батист де Ланнуа (1729—1797), барон де Клерво.
        1. Феликс-Бальтазар де Ланнуа
        2. Флорент Станислав-Амор де Ланнуа-Клерво;
женат на Клементине-Жозефине де Лооз-Корсварем, принцессе Рейна-Вольбек.
          1. Наполеон де Ланнуа-Клерво, принц Рейна-Вольбек.

### Князья ди Сульмона
Жан I де Ланнуа
1. 1. Жан II, сеньор де Ланнуа (1410—1493), фламандский дипломат;
Женат на Жанне де Крой.
    1. Жан III, сеньор де Ланнуа
    2. Антуан де Ланнуа, сеньор де Менговаль;
Женат на Марии де Виль.
      1. Жан IV де Ланнуа, сеньор де Менговаль:
женат на Филипотте де Лален.[4]
        1. Шарль де Ланнуа, 1-й князь ди Сульмона. (1487—1527): Кавалер Ордена Золотого Руна; военный и государственный деятель.[4]
          1. Филипп де Ланнуа, 2-й князь ди Сульмона: Кавалер Ордена Золотого Руна:
Женат на Изабелле Колонне.[5]
            1. Шарль де Ланнуа, 3-й князь ди Сульмона, (1514—1553); умер бездетным.[4]
            2. Хорацио де Ланнуа, 4-й князь ди Сульмона: Кавалер Ордена Золотого Руна.[4]

### Современная графская линия

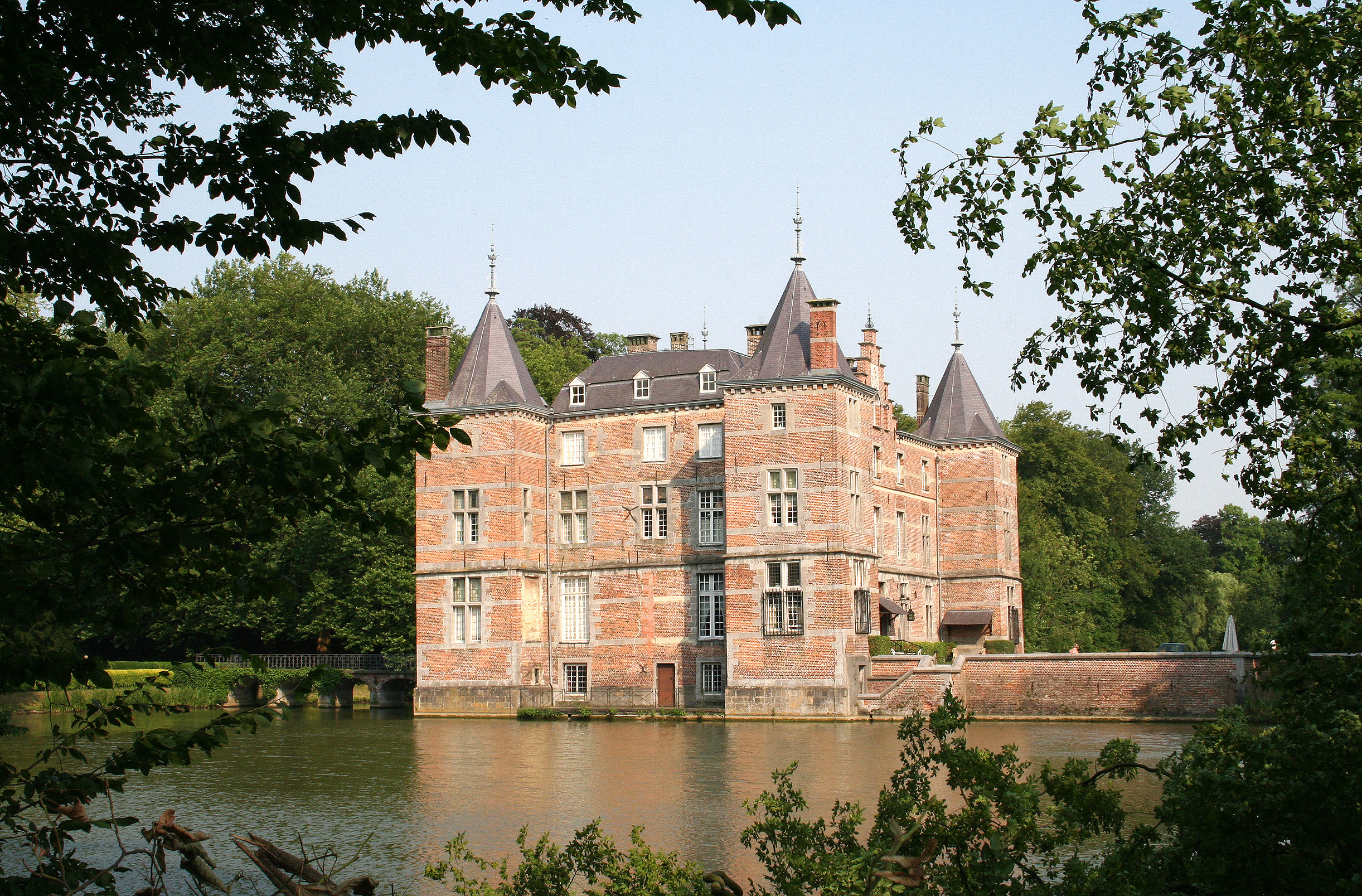
Замок Анвен, родовая резиденция графов де Ланнуа

Густав-Фердинанд де Ланнуа (1800—1892);
 женат на Жозефине-Шарлотте ван дер Нот д’Ашем, единственная дочь, Максимилиана-Луи, 7-го маркиза де Ашема и Веммела, 3-го графа ван де Нота.
1. 1. Шарль-Максимилиан де Ланнуа (1828—1901);
женат на Эмме, графине дю Парк-Локмария, дочери Алана, маркиза дю Парк-Локмария.
    1. Филипп, граф де Ланнуа (1866—1937):
магистр королевского двора королева Елизаветы, мэр Анвена.Женат на Розалии де Бекман (1877—1963).
      1. Поль, граф де Ланнуа (1898—1980);
женат на Беатрикс, принцессе де Линь (1898—1982).
        1. Филипп, граф де Ланнуа (1922 - 2019);
женат на Аликс делла Фай де Левергем (1941—2012)
          1. Стефания, графиня де Ланнуа (род. 1984),
Замужем за Гийомом, наследным великим герцогом Люксембургским.